# Буздин, Александр Иванович
Александр Иванович Буздин (род. 16 марта 1954) — российский физик.

## Биография
Окончил Московскую школу № 57 (1971), МГУ (1977) и аспирантуру (1980). Ведущий научный сотрудник Института физики высоких давлений АН СССР. Одновременно с 1988 года — профессор МГУ.
Участвовал как лектор в работе школы «Квантовые частицы в интенсивных полях» (Кишинев, 1985)
С 1996 г. работает в Университете Бордо (Франция).